# Drosophila lachaisei
Drosophila lachaisei är en tvåvingeart som beskrevs av Léonidas Tsacas 1984. Drosophila lachaisei ingår i släktet Drosophila och familjen daggflugor.
Artens utbredningsområde är Elfenbenskusten.